# Даутмерзаев, Султан Салаудиевич
Султан Салаудиевич Даутмерзаев (4 апреля 1976, Урус-Мартан — 15 декабря 2007, Грозный) — командир взвода отряда милиции особого назначения при МВД по Чеченской Республике, лейтенант милиции, Герой Российской Федерации (2008).

## Биография
Чеченец. В 1993 году окончил среднюю школу № 1 в Урус-Мартане.
В течение 7 лет служил в органах внутренних дел: милиционер-боец, затем командир взвода оперативного батальона в отряде милиции особого назначения. Участвовал в ликвидации лидеров и активных участников незаконных вооружённых формирований.
15 декабря 2007 года в составе оперативной группы ОМОН участвовал в операции по задержанию преступников в Ленинском районе города Грозного, среди которых находится лидер бандгруппы Резван Михалов. При проверке квартир в доме по проспекту Кирова бандиты открыли огонь. При штурме квартиры один из преступников бросил гранату в сторону сотрудников милиции. Султан Даутмерзаев прикрыл гранату собой, ценой собственной жизни спас жизни шести товарищей.
Указом Президента России от 17 октября 2008 года № 1496 за мужество и героизм, проявленные при исполнении служебного долга, командиру взвода отряда милиции особого назначения при МВД по Чеченской Республике лейтенанту милиции Султану Даутмерзаеву присвоено звание Героя Российской Федерации (посмертно).